# Протести у Словаччині (2024–2025)
Протести у Словаччині 2024–2025 років — серія широкомасштабних демонстрацій за участю десятків тисяч людей, які спалахнули з 23 грудня 2024 року по всій Словаччині та за її межами проти четвертого уряду Роберта Фіцо.

## Передісторія

### Прихід до влади проросійських популістів
30 вересня 2023 року на парламентських виборах у Словаччині перемогла проросійська партія «Курс — соціальна демократія», яка ще у 1999 році відкололася від Комуністичної партії Словаччини, а у 2005 році з нею об'єдналася разом із двома іншими лівими партіями СДА та СДПС. Оскільки жодна партія чи альянс тоді не набрали необхідних для відносної більшості 76 місць у парламенті, проросійський Курс, Голос та СНП створили коаліцію та сформували коаліційний уряд на чолі з Робертом Фіцо. 23 березня 2024 року на президентських виборах переміг соратник голови уряду Петер Пеллегріні.
З перших днів роботи уряд Фіцо здійснив різкий розворот політики Словаччини на зближення з авторитарним режимом Росії та захист російських інтересів в Євросоюзі, припинивши постачання зброї в Україну та зайнявши публічну риторику, відкрито звинувачуючи Захід у війні Росії.
Результати соціологічних опитувань громадської думки щодо рейтингів політичних партій у Словаччині, проведених у другому півріччі 2024 року продемонстрували зниження підтримки уряду та зростання підтримки опозиційних партій, серед яких найбільшу підтримку отримала Прогресивна Словаччина.

### Вуглеводневі суперечки

Ціни на природний газ TTF (Нідерланди)
(1 січня 2021 – 30 січня 2025)

Після російського вторгнення в Україну Європейський Союз розпочав поступове зниження своєї залежності від постачання російських енергоносіїв. Проте Словаччині, Угорщині та Чехії — країнам, які не мають виходу до моря, надано винятки із заборони ЄС, які мали надати державам час для пошуку альтернативних джерел енергії. Незважаючи на це, Словаччина зберегла значну енергозалежність від Росії, а Угорщина навіть збільшила імпорт вуглеводнів з Росії.
24 червня 2024 Україна посилила санкції, які були запроваджені 21 червня 2018, та які передбачали заборону «Лукойлу» на постачання нафти та передачу її контрактних зобов'язань щодо постачання нафти до Словаччини та Угорщини через нафтогін «Дружба» іншим компаніям. Попри те, що посилення санкцій проти «Лукойлу» не вплинуло на обсяги транзиту нафти через Україну, проросійські чиновники в Словаччині та Угорщині поскаржилися Єврокомісії на ймовірність енергетичної кризи та економічного колапсу. Однак Єврокомісія, вивчивши ситуацію, не побачила причин для занепокоєння, тож суперечка не мала правових наслідків і переросла в демагогію.
31 грудня 2024 року закінчився підписаний у 2019 році п'ятирічний договір про транзит російського природного газу через Україну, а наступного дня транзит остаточно було зупинено. Попри те, що Україна заявляла про намір відмовитися від продовження контракту на транзит газу з «Газпромом» ще під час російсько-молдовської газової суперечки у 2021-2023 роках і Роберт Фіцо мав достатньо часу, щоб забезпечити енергетичну незалежність від Росії та диверсифікувати постачання газу, однак він змарнував цей час. А коли Україна запропонувала допомогти налагодити постачання газу, видобутого в Азербайджані, Фіцо відмовився та повторив, що хоче продовжувати купувати російський газ. За словами Фіцо Словаччина, яка заробляла на транспортуванні російського газу через напівдержавну компанію Eustream, у майбутньому втрачатиме по півмільярда євро щорічно. Однак на пратиці компанія не приносила півмільярда державі ні до початку російського вторгнення в Україні, ні під час: у 2022-2024 роках обсяг газу разом з її доходами впав, а за 2023 рік компанія відзвітувала збиток Незважаючи на це політик вдався до відвертого енергетичного шантажу: погрожував припинити постачання електроенергії Україні, обмежити підтримку українських громадян на території Словаччини та заблокувати членство України в НАТО та ЄС.

## Протести

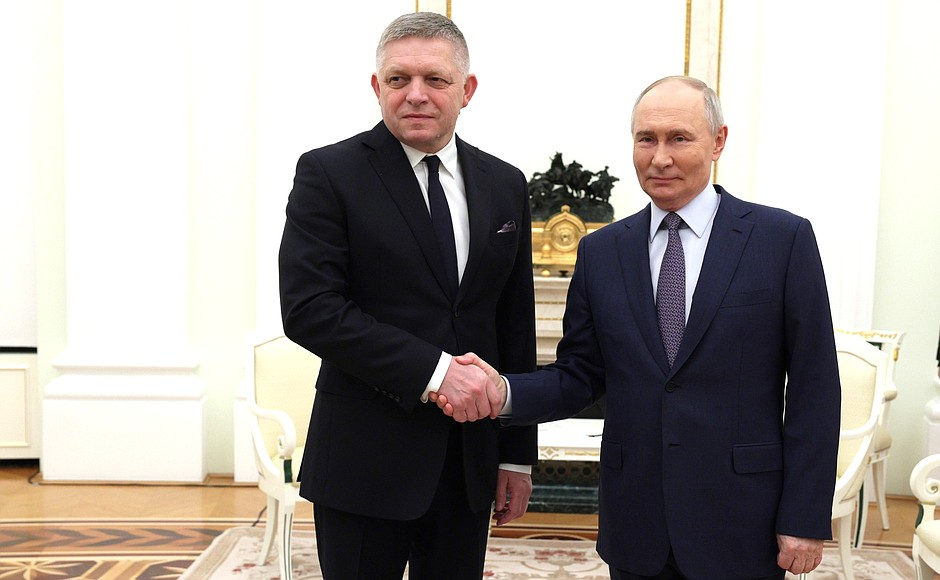
Фіцо тисне руку Путіну у Москві, 22 грудня 2024 року

Протести почалися 23 грудня 2024 року після раптового візиту Фіцо до Москви для зустрічі тет-а-тет з президентом Росії Володимиром Путіним. Після аудієнції у Путіна проросійський лідер Словаччини понад два тижні не з'являвся у Словаччині. Пізніше журналісти його знайшли у розкішних апартаментах у В'єтнамі по відео, які він публікував у соцмережі «Facebook».
Широкомасштабні протести відбулися на тлі загострення політичної напруги після того, як прем'єр-міністр Фіцо заявив про можливу спробу державного перевороту, у фінансуванні якого він звинуватив США. Посилаючись на секретний звіт кишенькової Словацької розвідувальної служби, яку очолює син близького партійного соратника Фіцо, якому пред'явлено серйозні звинувачення у зловживанні повноваженнями поліцією в політичних цілях, Фіцо стверджував, що нібито його політична опозиція координувала дії з іноземними організаціями, щоб організувати повалення його уряду шляхом запланованої громадянської непокори, включаючи захоплення урядових будівель, блокування доріг і загальнонаціональні страйки. Лідери опозиції та організатори протестів з «Миру для України» категорично відкинули ці звинувачення, кваліфікувавши їх як спроби залякати словацьке населення.
Демонстрації проти Фіцо почалися після незапланованого дипломатичного візиту Фіцо до Москви наприкінці грудня 2024 року, де він зустрівся з президентом Росії Володимиром Путіним. 10 січня 2025 року організація «Мир Україні» координувала демонстрації по всій Словаччині, а лідерка протесту Люція Штасселова засудила візит до Москви як принципово несумісний з демократичними цінностями. Протести проти Фіцо також відбулися в сусідніх країнах, включаючи Люксембург, Польщу та Чехію.

## Наслідки

### Розпад урядової коаліції
Під час протестів проти четвертого уряду Фіцо в Словаччині урядова коаліція втратила більшість у парламенті. У 2024 році правляча коаліція втратила трьох своїх членів і зберегла мінімально можливу більшість в один голос у парламенті. 24 січня 2025 року з неї було виключено ще двох депутатів від партії «Голос – Соціал-демократія» — Самуеля Мігаля та Радомира Шалітроша.